# 徳島県立看護学院
徳島県立看護学院（とくしまけんりつかんごがくいん、英: Tokushima Prefectural nursing school）は徳島県徳島市鮎喰町にあった徳島県が運営する専修学校である。
2011年（平成23年）4月より徳島県立看護専門学校と統合し徳島県立総合看護学校となった。

## 沿革
- 1920年 - 徳島市医師会付属産婆看護婦養成所が開校。
- 1952年 - 徳島市医師会付属産婆看護婦養成所が徳島県医師会准看護婦養成所となる。
- 1961年 - 徳島県准看護学院が開校。
- 1963年 - 徳島県医師会准看護婦養成所が徳島県医師会准看護学院と改称。
- 1969年 - 徳島県医師会高等看護学院が開校。
- 1975年 - 県医師会准看護学院、県准看護学院、県医師会高等看護学院を統合し、徳島市幸町に徳島県立看護学院を設置。
- 1979年 - 専修学校と認可される。
- 1997年 - 幸町から現在地である鮎喰町に新築移転。
- 2011年 - 徳島県立看護専門学校と統合し徳島県立総合看護学校となった。

## 学科
- 看護学科（定時制と通信制）
- 准看護学科

## 交通
鉄道
- JR徳島駅より徳島線乗車、鮎喰駅下降、徒歩10分。

バス
- 徳島バス「上鮎喰」下車、徒歩5分。
- 徳島市営バス「鮎喰1丁目」下車、徒歩2分。